# Andy Warhols Frankenstein
Andy Warhols Frankenstein (Originaltitel: Flesh for Frankenstein) ist ein Horrorfilm des Regisseurs Paul Morrissey aus dem Jahr 1973, der in italienisch-französischer Koproduktion entstand.

## Handlung
Baron Frankenstein will ein neues Menschengeschlecht erschaffen. Aus Leichenteilen hat er einen Mann und eine Frau zusammengefügt. Der Körper der Frau ist vollständig, dem Mann fehlt noch der passende Kopf.
Frankensteins Ehefrau/Schwester Katrin interessiert sich für den Landarbeiter Nicholas, der ihr sehr potent erscheint. Sie bestellt ihn zu sich. Einen Tag vorher geht Nicholas mit seinem Freund Sascha ins Bordell. Sascha kann mit den Frauen dort nichts anfangen, er scheint nur Augen für Nicholas zu haben. Als sich die beiden am Abend angetrunken auf den Heimweg machen, werden sie vom Baron und dessen Gehilfen Otto überfallen. Frankensteins Plan ist es, Saschas Kopf abzutrennen. Aufgrund einer Verwechslung hält er den jungen Mann für einen triebhaften, auf Frauen fixierten Menschen. Er meint, in ihm einen adäquaten Kandidaten gefunden zu haben, denn das Paar, das er erschaffen will, soll baldmöglichst ein Kind zeugen.
Das blutige Vorhaben gelingt. Nicholas, während des Überfalls bewusstlos geschlagen, erwacht am nächsten Morgen neben Saschas kopfloser Leiche. Er schafft den leblosen Körper beiseite, anschließend begibt er sich zur Baronin. Diese stellt ihn als Hausdiener ein, wobei sie ihm schnell deutlich macht, dass sie eigentlich einen Liebhaber sucht. Im Labor näht Frankenstein Saschas Kopf an jenen Körper, den er zuvor aus Leichenteilen geschaffen hatte. Durch Elektrizität wird die Kreatur zum Leben erweckt, ebenso der im Labor befindliche Frauenkörper. Frankenstein führt den neu erschaffenen Mann zu der wiederbelebten Frau, doch dieser zeigt keinerlei Interesse am anderen Geschlecht.
Der enttäuschte Baron stellt seine Geschöpfe beim Abendessen vor. Nicholas ist erstaunt, seinen Freund wiederzusehen. Er kann sich nicht erklären, weshalb Sascha lebt – auch wundert er sich über dessen neue, überdurchschnittliche Körpergröße. Sascha spricht am Tisch kein Wort, ebenso wie die Frau. Als Nicholas allein mit der Baronin ist, versucht er sie davon zu überzeugen, dass etwas nicht stimmt. Katrin gelingt es nicht, ihn mit einigen Floskeln zu beruhigen. Nicholas macht sich auf die Suche nach dem Labor, wobei ihm die Kinder des Barons helfen.
Frankenstein hält sein Experiment für misslungen, zumal sich seine Kreatur nicht für Frauen interessiert. Wutentbrannt sucht er nach einem Verantwortlichen, der heimlich im Labor gewesen sein müsse. Katrin gibt ihm den Hinweis, dass Nicholas gerade jetzt im Labor sei. Tatsächlich wird Nicholas im Labor entdeckt und mithilfe der Kreatur überwältigt und gefesselt. Die Baronin will, als Lohn für ihren Verrat, Sex mit dem männlichen Geschöpf. Frankenstein stimmt widerwillig zu.
Gehilfe Otto bleibt währenddessen mit dem weiblichen Geschöpf im Labor zurück. Der gefesselte Nicholas muss ansehen, wie Otto die Frau im Sexrausch tötet. Als Frankenstein zurückkehrt, erwürgt er seinen Gehilfen im Zorn. Nahezu gleichzeitig erscheint die männliche Kreatur, die leblose Baronin in den Armen haltend. Die Kreatur hatte die fordernde Frau im Bett zu Tode gedrückt. Frankenstein, außer sich vor Wut, befiehlt seiner Kreatur, Nicholas umzubringen. Doch Frankenstein selbst ist es, der zunächst verstümmelt und dann mit einer Stange durchbohrt wird.
Das Geschöpf will nicht mehr leben. Es tötet sich, indem es die frischen Nähte an seinem Torso aufreißt. Nicholas, immer noch gefesselt, sieht die Kinder des Barons auf sich zukommen. Beide haben Skalpelle in der Hand...

## Kritiken
Der film-dienst beschreibt diesen Film als „die erste von zwei in Italien entstandenen Produktionen, mit denen Warhols Hausregisseur Morrissey, indem er stereotype Situationen des Horrorfilms bis zum greulichen Exzeß steigerte, das Kino der Schrecken ad absurdum zu führen hoffte. [...] Ein Versuch im 3-D-Verfahren, inszeniert als Blut- und Sex-Moritat.“
Die Filmkritikerin Nora Sayre meinte in der New York Times: „Trotz einiger amüsanter Momente scheitert es als Parodie, und das Ergebnis ist nur ein verschämter Anfall von Unwürdigkeit.“

## Hintergrund
Der Film wurde in einem 3D-Verfahren namens Spacevision gedreht.
Gerüchte entstanden, dass nicht Morrissey, sondern der Second-Unit-Regisseur Antonio Margheriti – auch unter dem Pseudonym Anthony M. Dawson bekannt – der eigentliche Regisseur des Filmes sei. Udo Kier bezeugte, dass dem nicht so gewesen sei.
Der Nachfolgefilm Andy Warhols Dracula wurde überwiegend in den gleichen Sets und mit der gleichen Crew und Besetzung (Dallesandro, Kier, Jürging) gedreht.
Das Set befand sich in Serbien.
Der Film wurde in vielen angelsächsischen Staaten (USA, Großbritannien u. a.) als Pornografie verboten.
In den deutschen Kinos wurde der Film ungeschnitten aufgeführt, auf Video war er seit April 1985 indiziert, die Indizierung wurde im September 2024 aufgehoben.
| Figur                | Darsteller         | Deutscher Sprecher |
| -------------------- | ------------------ | ------------------ |
| Baron Frankenstein   | Udo Kier           | Fred Maire         |
| Nicholas             | Joe Dallesandro    | Rüdiger Bahr       |
| Baronin Frankenstein | Monique van Vooren | Rosemarie Fendel   |
| Otto                 | Arno Jürging       | Jürgen Clausen     |
| Männliches Geschöpf  | Srdan Zelenović    | Elmar Wepper       |
| Olga                 | Liù Bosisio        | Alice Franz        |